# Agujita
La Villa de Agujita es una población del estado mexicano de Coahuila, localizada al norte del estado, en el municipio de Sabinas.

## Localización y demografía
Agujita se encuentra localizado en el norte de Coahuila, prácticamente conurbada con la ciudad de Sabinas, cabecera del municipio del mismo nombre. Sus coordenadas son 27°53′06″N 101°10′03″O / 27.88500, -101.16750 y tiene una altitud de 340 metros sobre el nivel del mar. La principal actividad de la población es la minería de carbón.
De acuerdo con el Censo de Población y Vivienda de 2020 realizado por el Instituto Nacional de Estadística y Geografía.